# یک راه حل می‌خواهم
یک راه حل می‌خواهم (عربی: أريد حلاً) یک فیلم به کارگردانی سعید مرزوق است که در سال ۱۹۷۵ منتشر شد. از بازیگران آن می‌توان به فاتن حمامه اشاره کرد.